# پائولین کوئرک
پائولین کوئرک (انگلیسی: Pauline Quirke؛ زادهٔ ۱۸ ژوئیهٔ ۱۹۵۹) هنرپیشه اهل بریتانیا است.
از فیلم‌ها یا برنامه‌های تلویزیونی که وی در آن نقش داشته‌است می‌توان به مرد فیل‌نما اشاره کرد.